# Karin Pavlosková
Karin Pavlosková (* 1975) je česká cestovatelka, spisovatelka a lékařka. Studovala na lékařské fakultě v Brně a pracovala v Ostravě. Několikrát plula na moři s Oldřichem Karáskem. Je autorkou několika cestopisných knih. V knize Drama mezi oceány například popisuje, jak se jejich loď převrhla v Karibském moři. Dále cestovala například v Patagonii, Kanadě, Himálaji či Antarktidě.

## Knihy
- Grónsko – Takussagut (2004)
- Mořeplavecká odysea (2005)
- Drama mezi oceány (2007)
- Ztroskotat a zvítězit (2008)
- Magická Antarktida (2009)
- Osudová plavba (2011)